# 7 Sinners
7 Sinners — тринадцатый студийный альбом немецкой группы Helloween, вышедший в 2010 году. Впервые со времен альбома 2000 года The Dark Ride каждая песня на этом альбоме была написана одним участником группы, то есть каждый участник написал и музыку, и текст своей песни без дополнительного участия других участников группы.
Тринадцатый студийный альбом группы увидел свет 31 октября 2010 года в Европе и 3 ноября 2010 года в США. До выпуска альбома на физическом носителе группа открыла возможность для прослушивания его на официальной странице в Myspace. Название альбома ссылается на семь смертных грехов, сам же альбом выдержан в стиле пауэр-метал и отсылает слушателя к жесткому звуку «The Dark Ride». По мнению Энди Дерриса, это то, что было нужно группе. — «После акустического альбома, нам нужно было записать что-то, чтобы у людей не возникало вопросов, что это металлический альбом». После долгожданного релиза, группа отправляется в концертный тур, прихватив с собой Stratovarius и Pink Cream 69 в качестве приглашенных гостей. 5 апреля 2011 года на официальном сайте Helloween появилась информация о том, что альбом 7 Sinners получил «Gold status» в Чехии.

## Список композиций
1. «Where the Sinners Go» (Дерис) — 3:35
2. «Are You Metal?» (Дерис) — 3:37
3. «Who is Mr. Madman?» (Герстнер) — 5:42
4. «Raise the Noise» (Вайкат) — 5:06
5. «World of Fantasy» (Гросскопф) — 5:14
6. «Long Live the King» (Дерис) — 4:12
7. «The Smile of the Sun» (Дерис) — 4:36
8. «You Stupid Mankind» (Герстнер) — 4:04
9. «If a Mountain Could Talk» (Гросскопф) — 6:44
10. «The Sage, The Fool, The Sinner» (Вайкат) — 3:59
11. «My Sacrifice» (Герстнер) — 4:59
12. «Not Yet Today» (Дерис) — 1:11
13. «Far in the Future» (Дерис) — 7:45
14. «I’m Free (deluxe edition bonus track)» (Гросскопф) — 4:15
15. «Faster We Fall [japanese bonus track]» (Гросскопф) (Песня из издания Limited Edition) — 4:48
16. «Aiming High (digital download bonus track)» (Гросскопф) (Песня из издания Limited Edition) — 4:32

## Участники записи
- Энди Дерис — вокал
- Михаэль Вайкат — гитара
- Саша Герстнер — гитара, бэк-вокал
- Маркус Гросскопф — бас-гитара
- Дани Лёбле — ударные
- Маттиас Ульмер — клавишные
- Эберхард Хан — флейта на «Raise the Noise»
- Уильям «Билли» Кинг и Олаф Сенкбейл — хор
- Рон Дерис — Дополнительный бэк-вокал на «Far in the Future»
- Бифф Байфорд — слова вступления к «Who is Mr. Madman?»

## Позиция в чартах
| Чарт (2010)                    | Высшее место | Сертификация | Продажи |
| ------------------------------ | ------------ | ------------ | ------- |
| European Billboard Top 100     | 56           | -            |         |
| Czech Republic Albums Chart    | 9            | Золотой      | 3 000+  |
| Greek Albums Chart             | 13           | -            |         |
| Finnish Albums Chart           | 16           | -            |         |
| Japanese Combined Albums Chart | 18           | -            |         |
| Japanese Western Albums Chart  | 6            | -            |         |
| Russian Albums Chart           | 22           | -            |         |
| Slovenian Albums Chart         | 22           | -            |         |
| German Albums Chart            | 25           | -            |         |
| Croatian Albums Chart          | 26           | -            |         |
| Swiss Albums Chart             | 38           | -            |         |
| Swedish Albums Chart           | 40           | -            |         |
| Spanish Albums Chart           | 51           | -            |         |
| Austrian Albums Chart          | 57           | -            |         |
| French Albums Chart            | 65           | -            |         |
| Italian Albums Chart           | 78           | -            |         |
| US Heatseekers Albums Chart    | 7            | -            |         |
| US Independent Albums Chart    | 45           | -            |         |
| UK Rock Albums Chart           | 21           | -            |         |